# Republiken Florens

Republiken Florens flagga

Republiken Florens (italienska: Repubblica di Firenze) var en historisk stadsbildning i Italien mellan 1115 och 1569. Det var en stadsstat koncentrerad runt staden Florens i Toscana. 
Republiken styrdes av ett stadsråd, Florens Signoria, vars medlemmar utsågs av stadens styresman gonfaloniere, som i sin tur valdes av medlemmarna i Florens skrån varannan månad. Florens var en ekonomisk och kulturell stormakt i Europa. Dess mynt, florentiner, användes som bytesvaluta i en stor del av västra Europa, och det är känt som den kulturella födelseplatsen för renässansen. 
Republiken skapades efter Matilda av Toscanas död 1115, då det gamla markgrevskapet Toscana började splittras i småstater. Republiken präglades av strider mellan köpmannasläkternas falanger. Från 1434 dominerades staten av familjen Medici. Mellan 1494 och 1532 präglades staten av våldsamma konflikter mellan familjen Medici och oppositionen. Påven Clemens VII, som själv tillhörde familjen Medici, utnämnde 1532 sin släkting Alessandro de' Medici till "hertig av (republiken) Florens", vilket i praktiken avslutade republiken. Formellt avslutades republiken år 1569, när hertigen av Florens utnämndes till storhertig av Toscana och republiken Florens omvandlades till storhertigdömet Toscana, under vilken det splittrade Toscana återförenades. 